# Lalibela
Lalibela è una città nel nord dell'Etiopia famosa per le chiese monolitiche scavate nella roccia. Lalibela è una delle città più sacre dell'Etiopia, seconda solo ad Axum, e un centro di pellegrinaggi. Si trova nella regione degli Amara. A differenza di Axum la popolazione di Lalibela è quasi completamente cristiana ortodossa etiope. L'Etiopia fu una delle prime nazioni che adottarono il cristianesimo nella prima metà del IV secolo, e le sue radici storiche risalgono al tempo degli Apostoli.
È generalmente accettato, in particolare dal clero etiope, che la configurazione e i nomi dei principali edifici di Lalibela siano una rappresentazione simbolica di Gerusalemme. Questo ha indotto alcuni esperti a datare le forme delle chiese attuali agli anni successivi alla conquista di Gerusalemme da parte del Saladino nel 1187.
Lalibela è situata nella zona Semien Wollo della regione degli Amara a circa 2.500 metri sul livello del mare. È la principale città del woreda.

## Storia
Durante il regno di Gebre Mesqel Lalibela (un membro della Dinastia Zaguè, che governò l'Etiopia tra la fine del XII secolo e l'inizio del XIII secolo), l'attuale città di Lalibela era conosciuta come Roha. Il re santo fu chiamato così perché uno sciame di api lo cinse alla nascita, cosa che sua madre interpretò come segno del suo futuro regno come imperatore d'Etiopia. 
Lalibela, venerato come santo, visitò Gerusalemme e volle così costruire una nuova Gerusalemme come sua capitale in risposta alla conquista dell'antica Gerusalemme da parte dei musulmani nel 1187. Ogni chiesa è stata scolpita in un unico blocco di roccia a simboleggiare spiritualità e umiltà. Alla fede cristiana si ispirano molti aspetti del luogo, a cui sono stati attribuiti nomi biblici: anche il fiume di Lalibela è conosciuto come il fiume Giordano. La città rimase capitale dell'Etiopia dal tardo XII al XIII secolo.
Il primo europeo a vedere queste chiese fu l'esploratore portoghese Pêro da Covilhã (1460-1526). Al sacerdote Francisco Álvares (1465-1540), che accompagnava l'ambasciatore portoghese durante la missione di questi presso il re d'Etiopia Lebna Denghèl nel 1520, si deve questa descrizione della meraviglia suscitata dalle straordinarie chiese di Lalibela:
(Francisco Álvares)

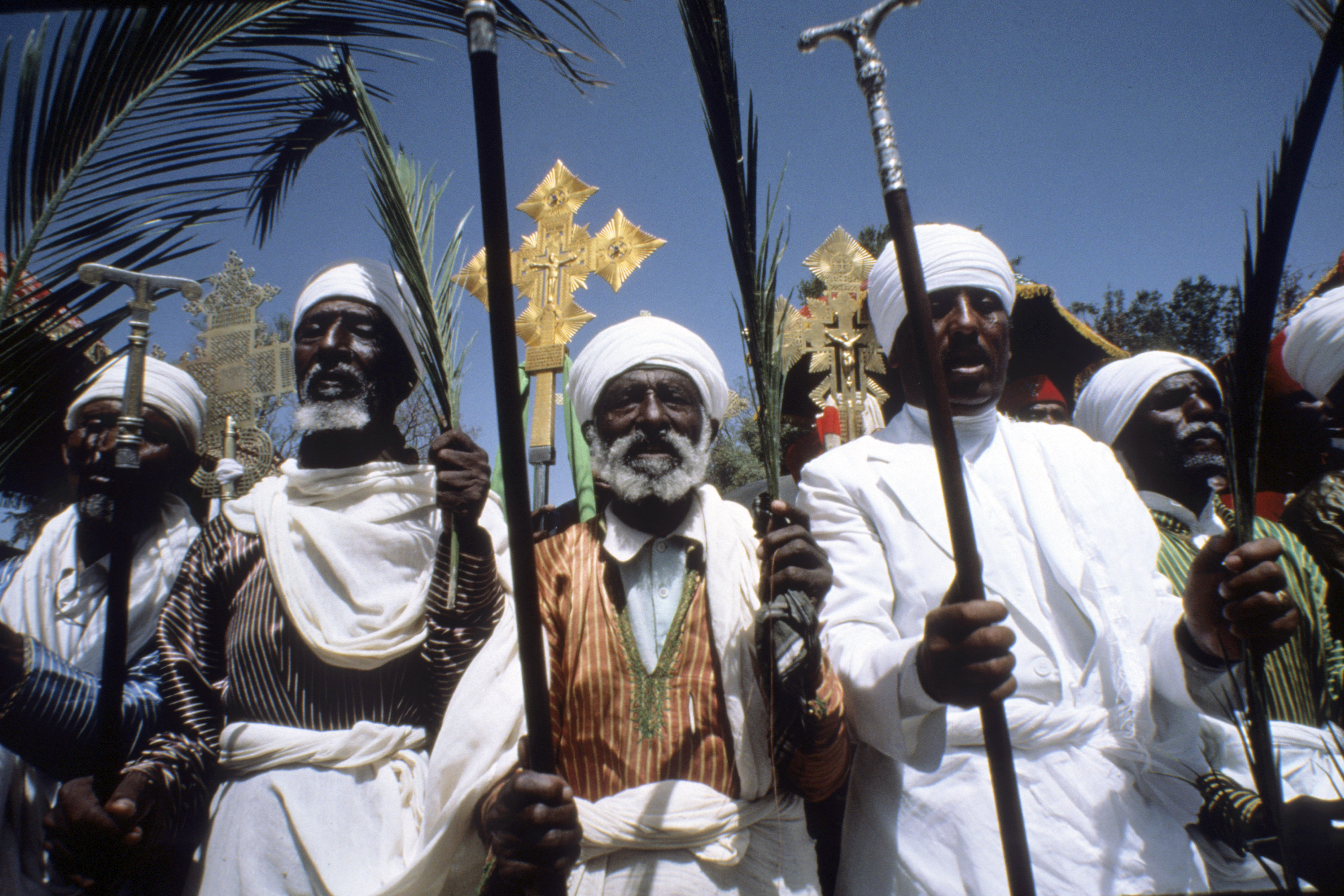
Preti delle chiese rupestri di Lalibela, antico sito del cristianesimo etiope, ancor oggi luogo di pellegrinaggio e devozione.

Benché Ramusio includesse le piante di parecchie di queste chiese nella sua stampa del 1550 del libro di Álvares rimane un mistero chi ne abbia fornito i disegni. Il successivo visitatore europeo di Lalibela fu Miguel de Castanhoso che servì come soldato Cristoforo da Gama e lasciò l'Etiopia nel 1544. Dopo di lui passarono più di 300 anni prima che un altro europeo visitasse Lalibela, e fu l'esploratore Gerhard Rohlfs, tra il 1865 e il 1870.
Secondo il Futūḥ al-Ḥabasha di Shihāb al-Dīn Aḥmad, Aḥmad Grāñ b. Ibrāhīm al-Ghazi bruciò la chiesa di Nostra Signora Maria di Sion di Lalibela durante la sua invasione dell'Etiopia. Tuttavia, Richard Pankhurst (1927–2017) ha espresso scetticismo su questo evento, sottolineando che sebbene Shihāb al-Dīn Aḥmad fornisca una descrizione dettagliata di una chiesa rupestre ("È stata scavata nella montagna. Anche i suoi pilastri sono stati ugualmente intagliati nella montagna."), ne menziona una sola; Pankhurst aggiunge che "ciò che c'è di speciale in Lalibela (come ogni turista sa) è che è il luogo di undici chiese rupestri e non di una sola, e sono tutte a più o meno a un tiro di schioppo l'uno dall'altra!". Pankhurst rileva altresì che le cronache reali ricordano che Aḥmad Grāñ attaccò il distretto tra luglio e settembre del 1531, ma non menzionano alcuna distruzione delle chiese leggendarie di questa città. Egli concluse che se Aḥmad Grāñ bruciò una chiesa a Lalibela è più probabile che sia stata Bete Medhane Alem e che, se l'esercito musulmano sbagliò o fu ingannato dai locali, allora la chiesa potrebbe essere Gannata Maryam, situata "10 miglia a est di Lalibela, e che ha anch'essa un porticato di pilastri tagliati nella montagna".

## Le chiese

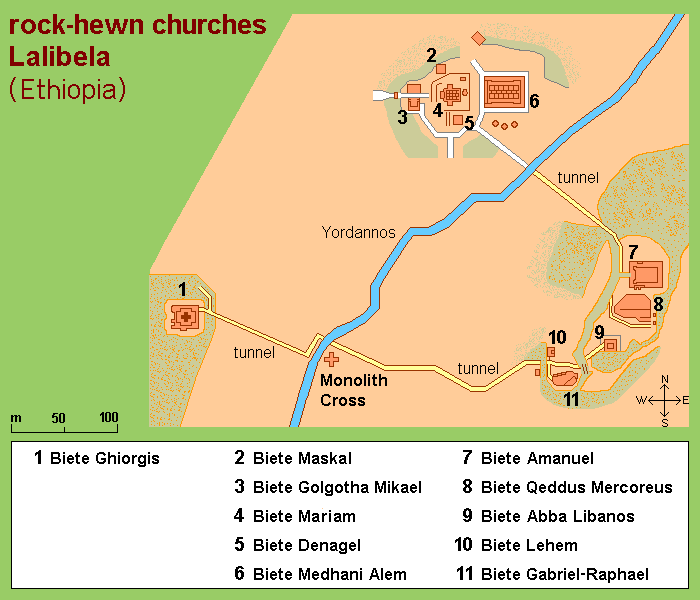
Mappa dell'area di Lalibela

Le chiese scavate nella viva roccia di questa città rurale, conosciuta per esse in tutto il mondo, sono una parte importante della storia dell'architettura rupestre. Benché la loro datazione non sia ben definita, l'idea prevalente è che siano state costruite durante il regno di Lalibela, vale a dire nel corso dei secoli XII e XIII. Il sito UNESCO comprende 11 chiese, organizzate in quattro gruppi:
Il gruppo settentrionale che comprende:
- la Biete Medhane Alem (Casa del Salvatore del Mondo), sede della Croce di Lalibela[12], e che si ritiene essere la più grande chiesa monolitica del mondo, probabilmente una copia di Nostra Signora di Sion in Axum;
- la Biete Maryam (Casa di Miriam / Casa di Maria), forse la più antica delle chiese, e una replica delle Tombe di Adamo e di Cristo[11];
- la Biete Golgotha Mikael (Casa del Golgota Mikael), nota per le sue pitture murali e che si dice contenga la tomba del re Lalibela);
- la Biete Maskal (Casa della Croce);
- la Biete Denagel (Casa delle Vergini);

Il gruppo occidentale, che comprende la sola
- Bet Giorgis (Chiesa di San Giorgio), considerata la chiesa più finemente eseguita e meglio conservata;

Il gruppo orientale, che comprende:
- la Bet Amanuel (Casa dell'Emmanuel), forse l'ex cappella reale;
- la Biete Qeddus Mercoreus (Casa di S. Mercoreos / Casa di San Marco), che può essere una ex prigione;
- la Biete Abba Libanos (Casa dell'abuna Libanos);
- la Biete Gabriel-Rufael (Casa degli angeli Gabriele e Raffaele), forse un antico palazzo reale, collegato a un panificio sacro;
- la Biete Lehem (Betlemme ebraico: בֵּית לֶחֶם, Casa del Sacro Pane).

Più lontano, si trovano il monastero di Ashetan Maryam e la chiesa Yimrehane Kristos, (probabile XI secolo, costruita nello stile aksumita, ma all'interno di una grotta).

### Quando vennero costruite le chiese
Vi è una certa polemica in merito alla data di costruzione delle chiese. David Buxton ne ha stabilito nel 1970 la cronologia generalmente accettata, sottolineando che "due di esse seguono con grande fedeltà di dettagli la tradizione rappresentata da Debre Damo e Yemrahana Kristos". Dal momento che per intagliare queste strutture nella roccia viva ci deve esser voluto più tempo dei pochi decenni di regno del re Lalibela, Buxton assume che il lavoro sia durato fino al XIV secolo. Tuttavia David Phillipson, professore di archeologia africana presso l'Università di Cambridge, ha proposto che le chiese di Merkorios, Gabriel-Rufael, e Denagel siano state inizialmente scavate nella roccia mezzo millennio prima, come fortificazioni o altre strutture palaziali negli ultimi tempi del regno axumita, e che il nome di Lalibela sia stato semplicemente associato a tali strutture dopo la sua morte. D'altra parte, lo storico etiope Getachew Mekonnen attribuisce alla regina di Lalibela Masqal Kibra la costruzione di una delle chiese rupestri (Abba Libanos) come memoriale per il marito dopo la sua morte.
Contrariamente alle teorie invocate da scrittori come Graham Hancock, secondo Buxton le chiese di Lalibela non sono state costruite con l'aiuto dei Cavalieri Templari; egli asserisce infatti che esistono abbondanti evidenze del fatto che siano state prodotte esclusivamente dalla civiltà medioevale etiope. Pur notando l'esistenza di una tradizione per cui "gli abissini chiesero l'aiuto di stranieri" per costruire le loro chiese monolitiche, e ammettendo che ci sono chiari segni di un'influenza axumita in certi dettagli decorativi, egli resta assolutamente convinto dell'origine etiope di queste creazioni.
Le chiese sono comunque anche una significativa impresa dal punto di vista ingegneristico, in quanto sono state associate con l'acqua (che riempie i pozzetti accanto a molte di esse) sfruttando un sistema artesiano geologico, che porta l'acqua fino in cima alla montagna su cui la città riposa.

## Altri rapporti di missione dell'Unesco
In un rapporto del 1970 delle dimore storiche di Lalibela, Sandro Angelini ha valutato il vernacolo dell'architettura di terra sul patrimonio mondiale di Lalibela, comprese le caratteristiche delle tradizionali case di terra e l'analisi del loro stato di conservazione.
La sua relazione descrive due tipi di alloggio rinvenuti nella zona. Un tipo sono un gruppo che si chiama "tukul", capanne rotonde costruite in pietra e di solito a due piani; il secondo sono edifici costruiti in "chika" che sono intorno. Il rapporto di Angelini comprendeva anche una classificazione degli edifici tradizionali di Lalibela, mettendoli in categorie di rating del loro stato di conservazione.

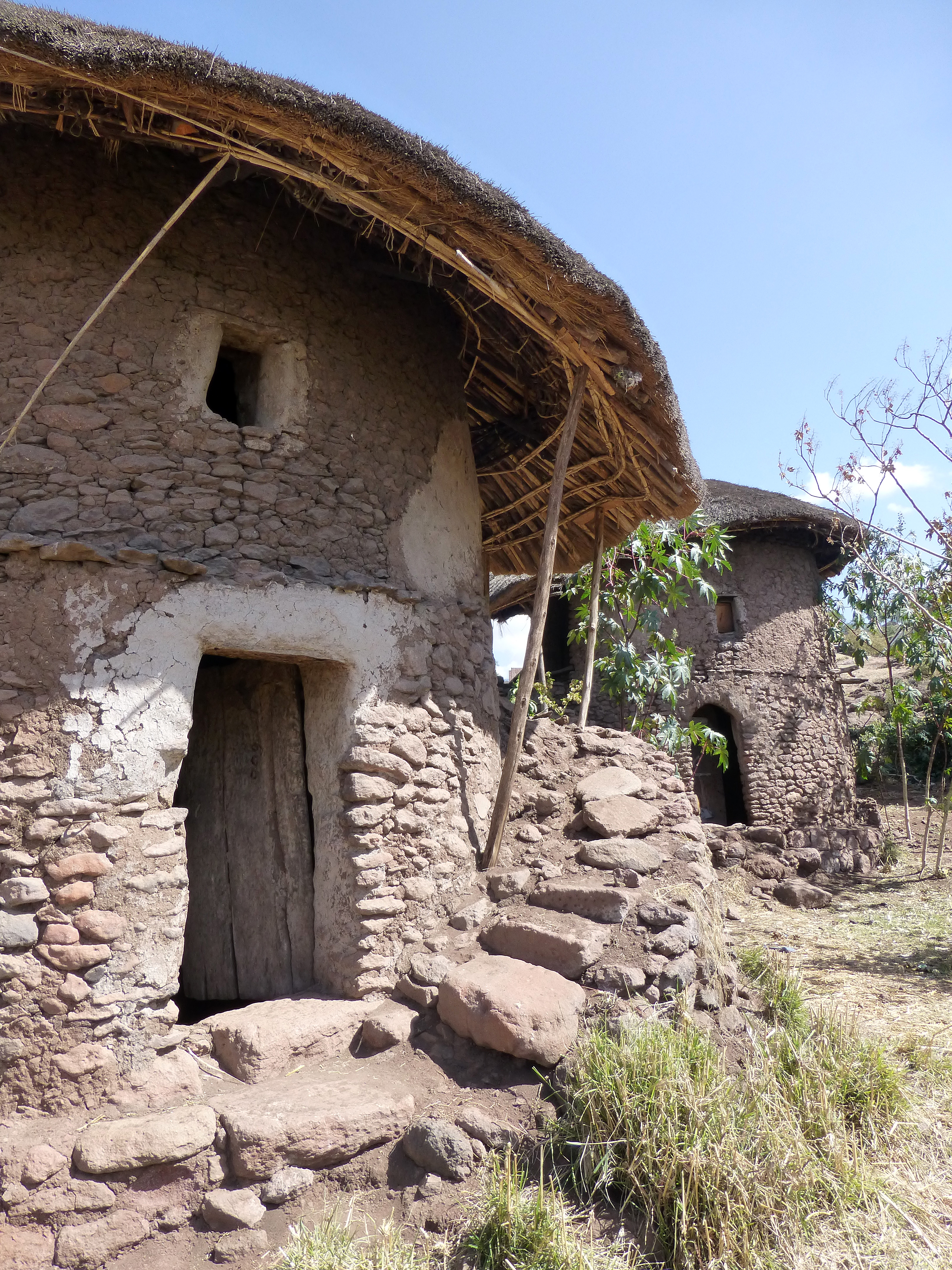
Case dei preti
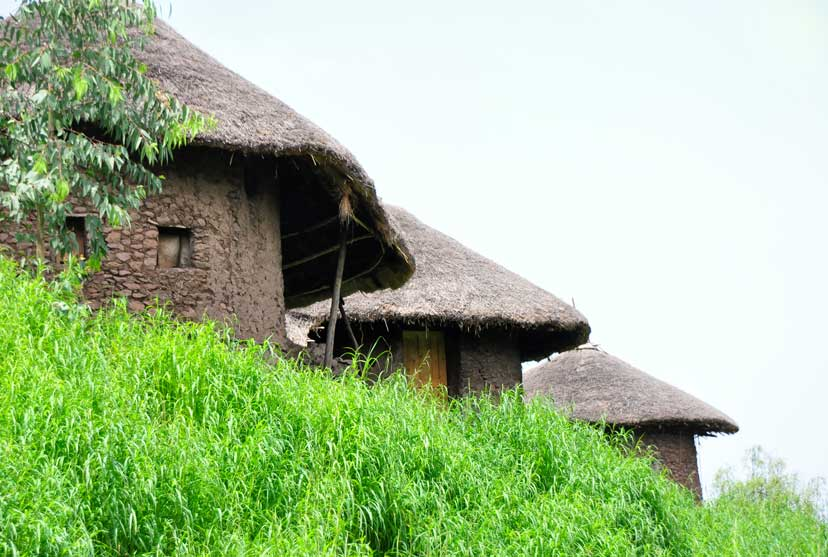
Case dei preti
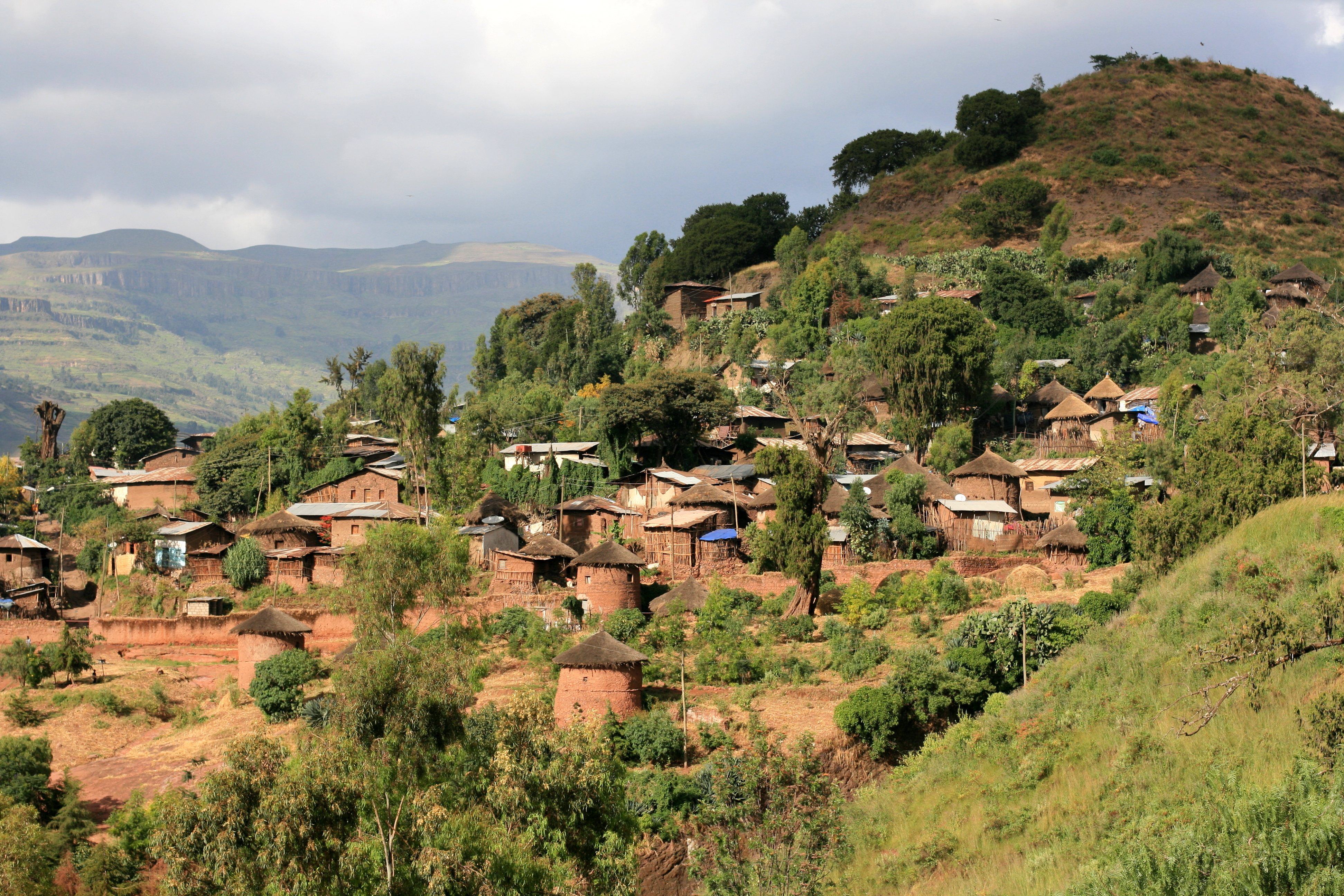
Panorama del villaggio di Lalibela
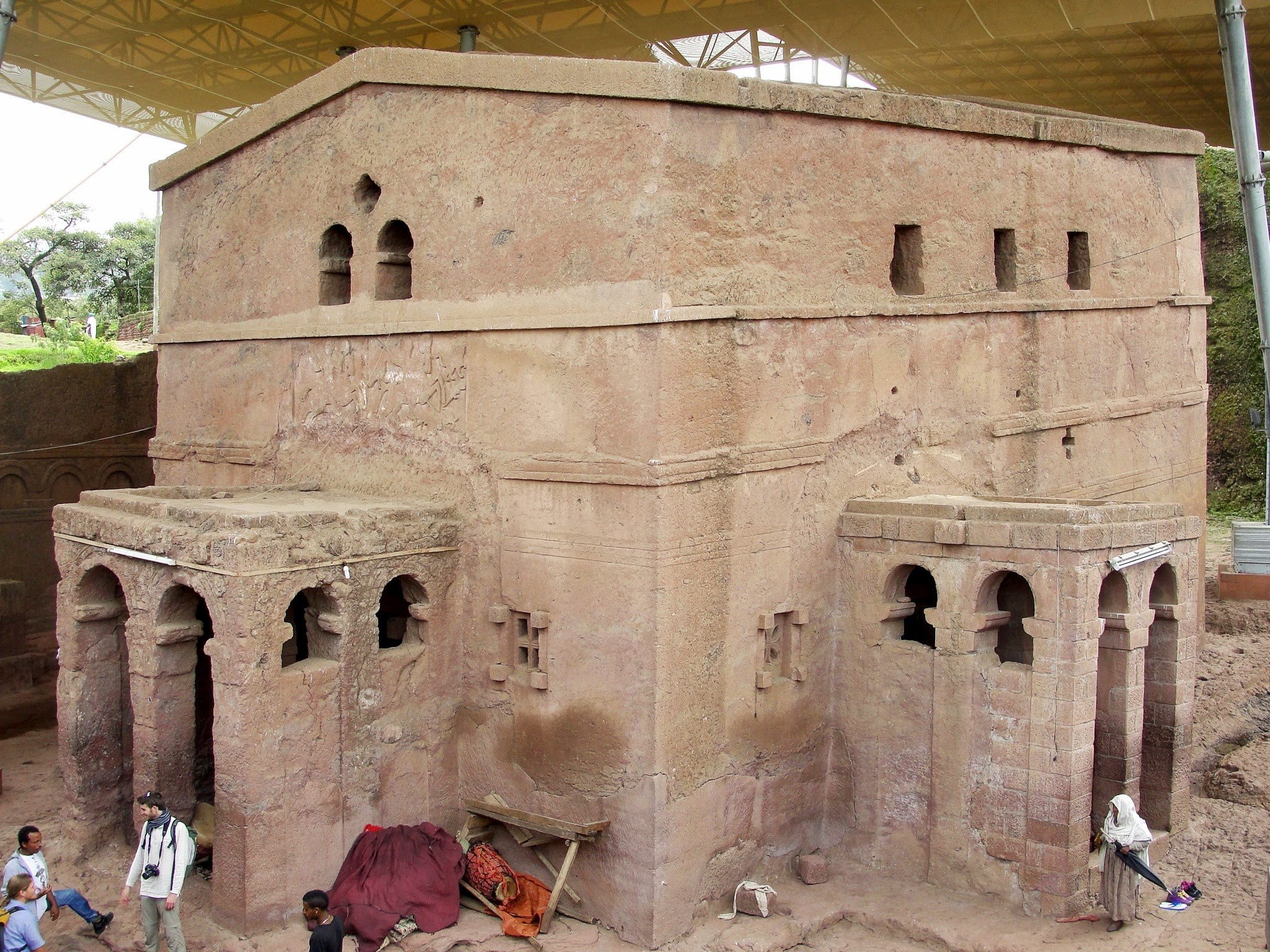
Bet Maryam, la casa di Maria
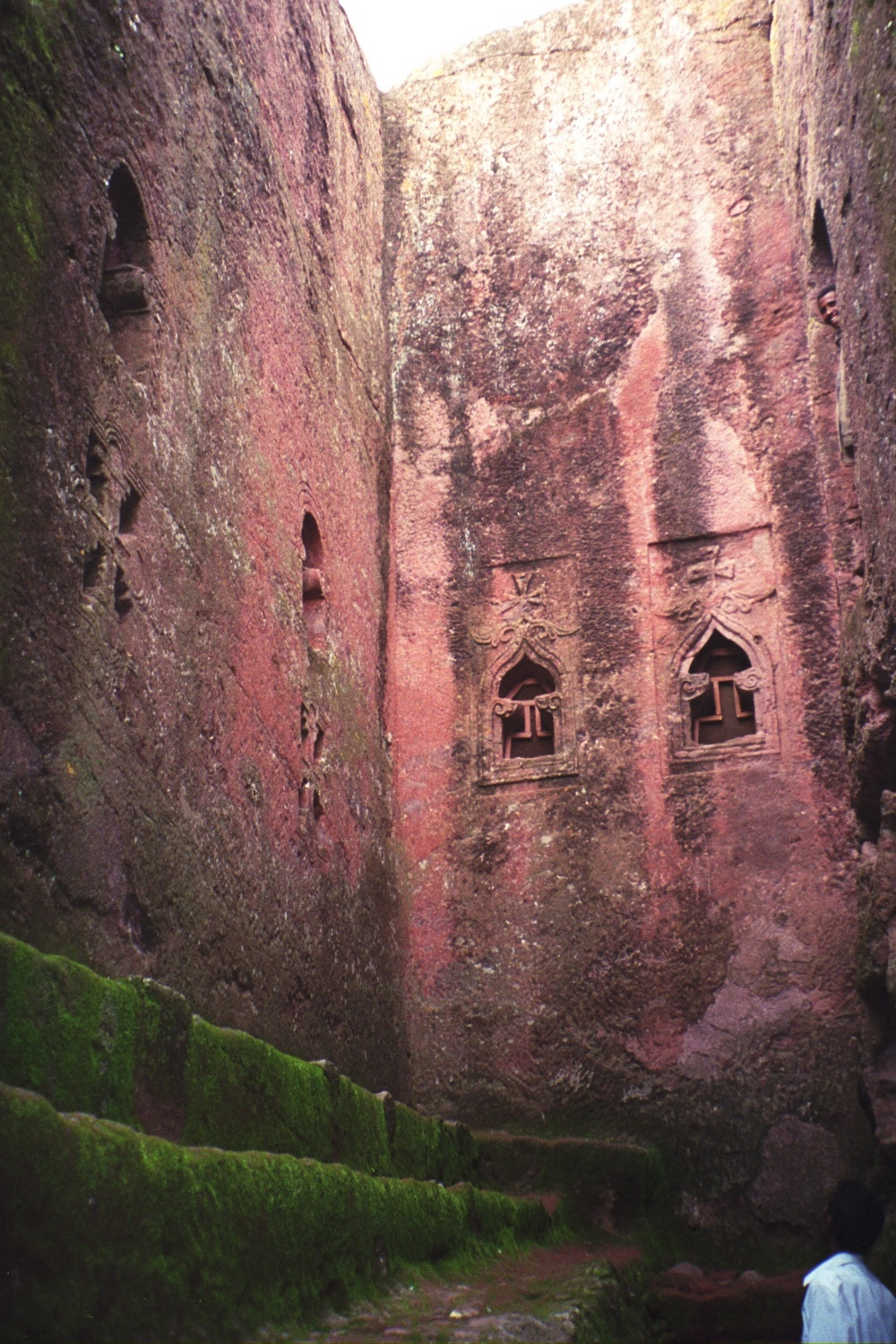
Monastero

## Altre caratteristiche

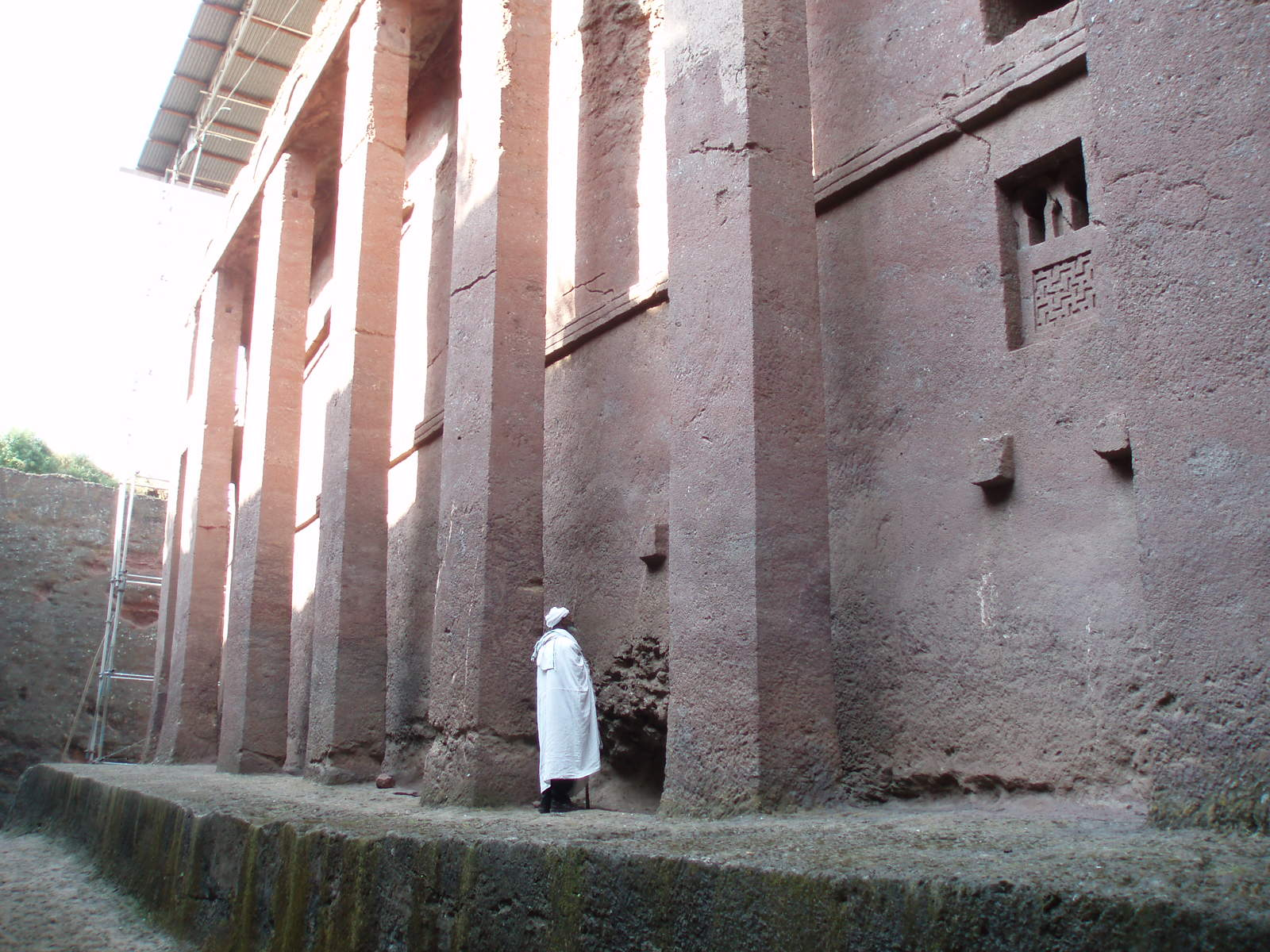
Sacerdote in piedi oltre le mura del Bete Medhane Alem, che si ritiene essere la più grande chiesa monolitica del mondo

Lalibela è anche sede di un aeroporto (ICAO codice HALL, IATA LLI), un grande mercato, due scuole e un ospedale.

## Società

### Evoluzione demografica
Sulla base dei dati della Central Statistical Agency nel 2005, la città ha una popolazione totale stimata di 14.668 di cui 7.049 maschi e 7.619 femmine.
Nel 1994 il censimento nazionale ha registrato una popolazione di 8.484 abitanti, di cui 3.709 maschi e 4.775 femmine.

## Nella letteratura popolare
Lalibela è menzionata come "la città dei sacerdoti e delle chiese rupestri" da Tananarive Due nel romanzo My Soul to Keep.
A Lalibela è inoltre dedicato un breve ma affascinante capitolo del libro-reportage Ebano di Ryszard Kapuściński, che la definì "una delle otto meraviglie del mondo e se non lo è, dovrebbe esserlo".

## Galleria d'immagini

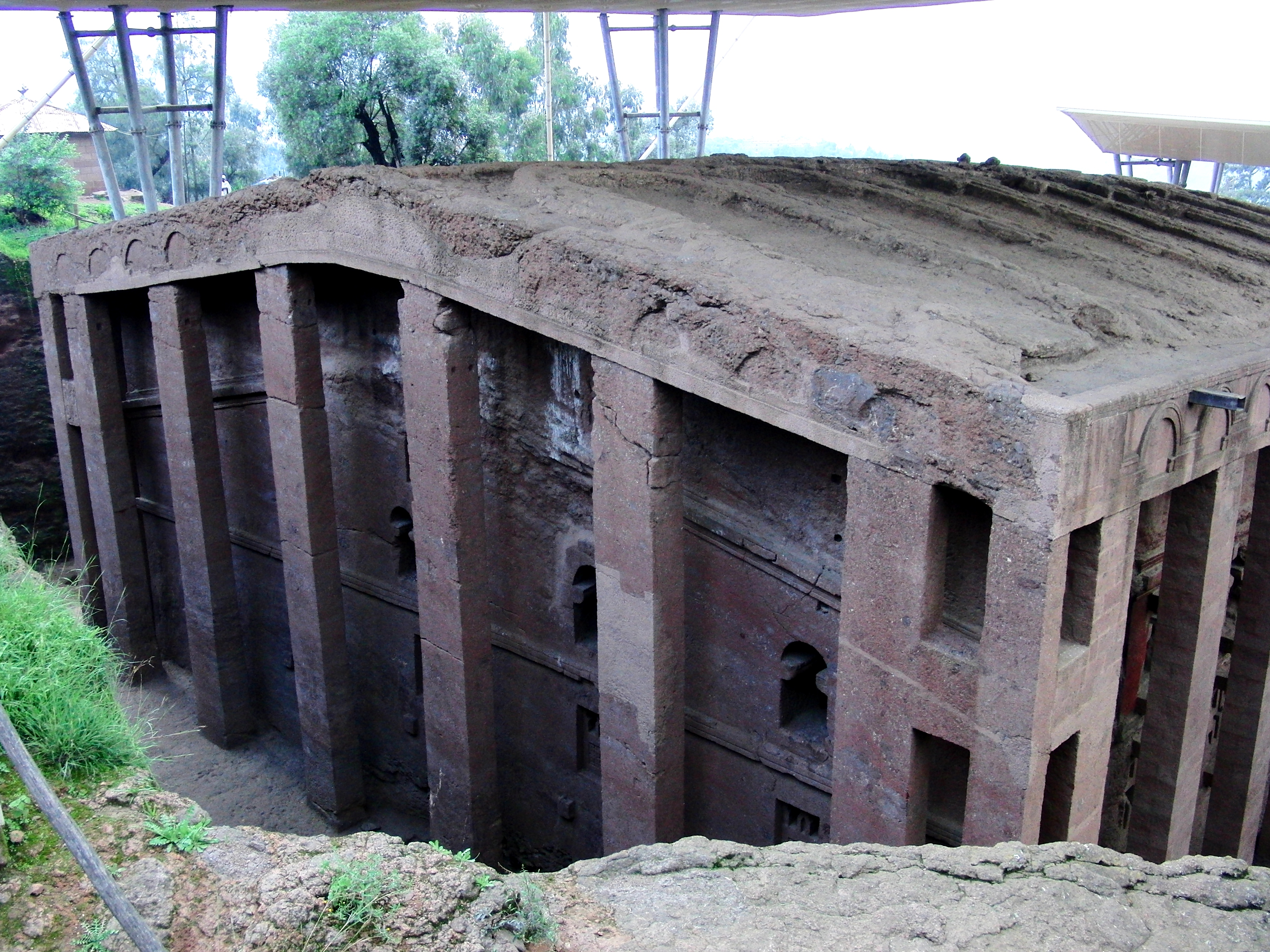
Bete Medhane Alem
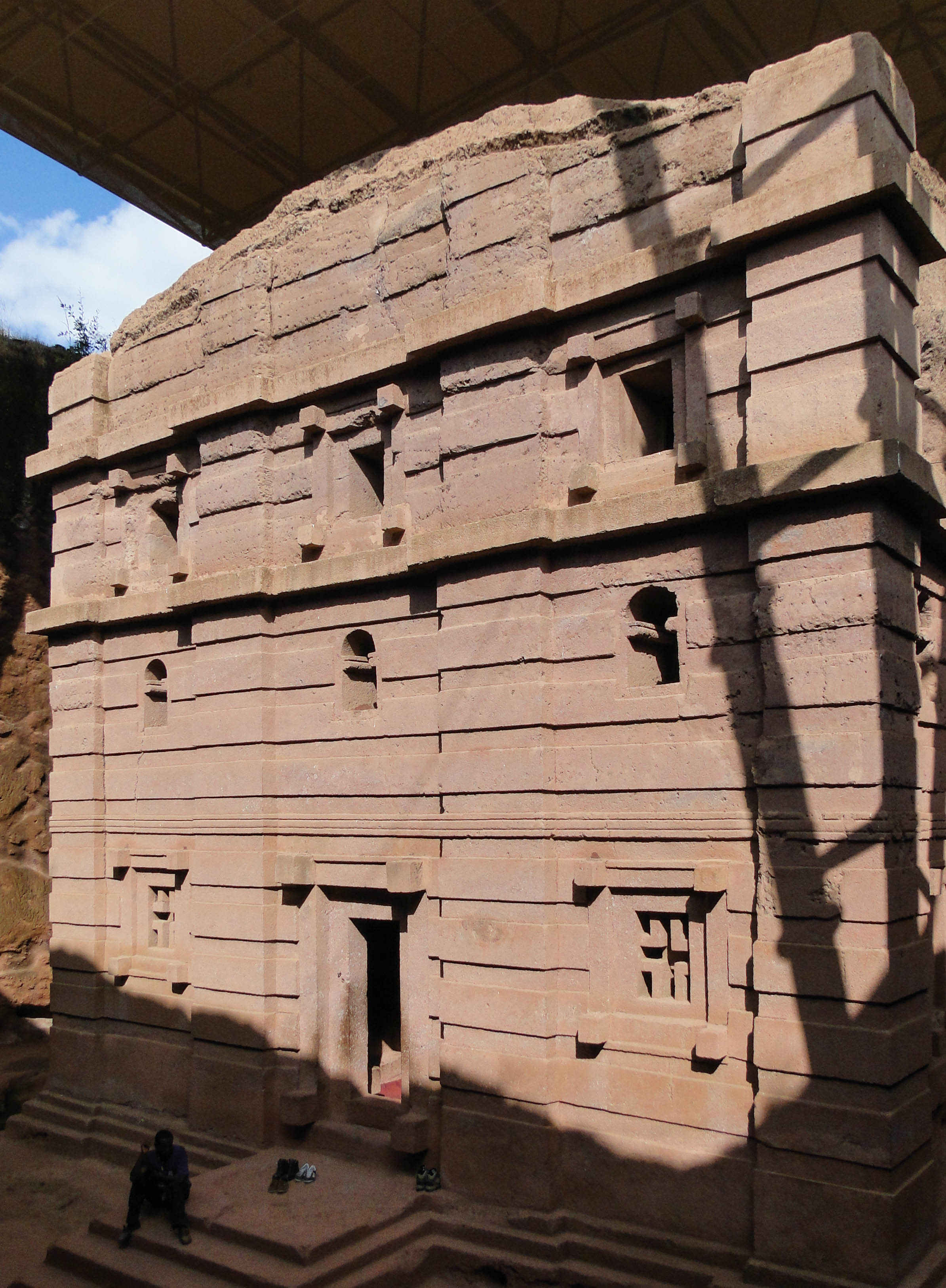
Bete Amanuel
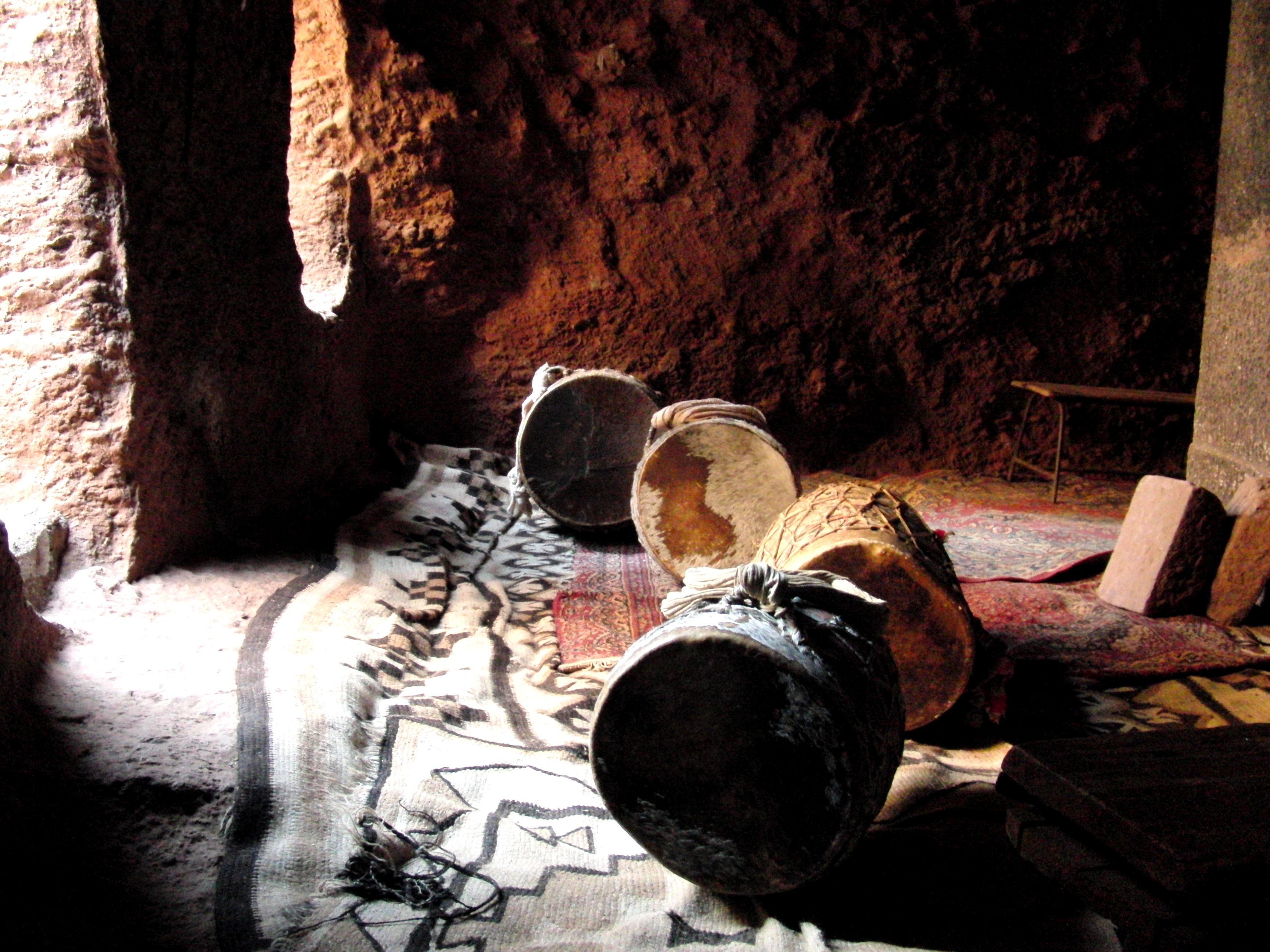
Tamburi rituali in una parte laterale di Bete Giyorgis
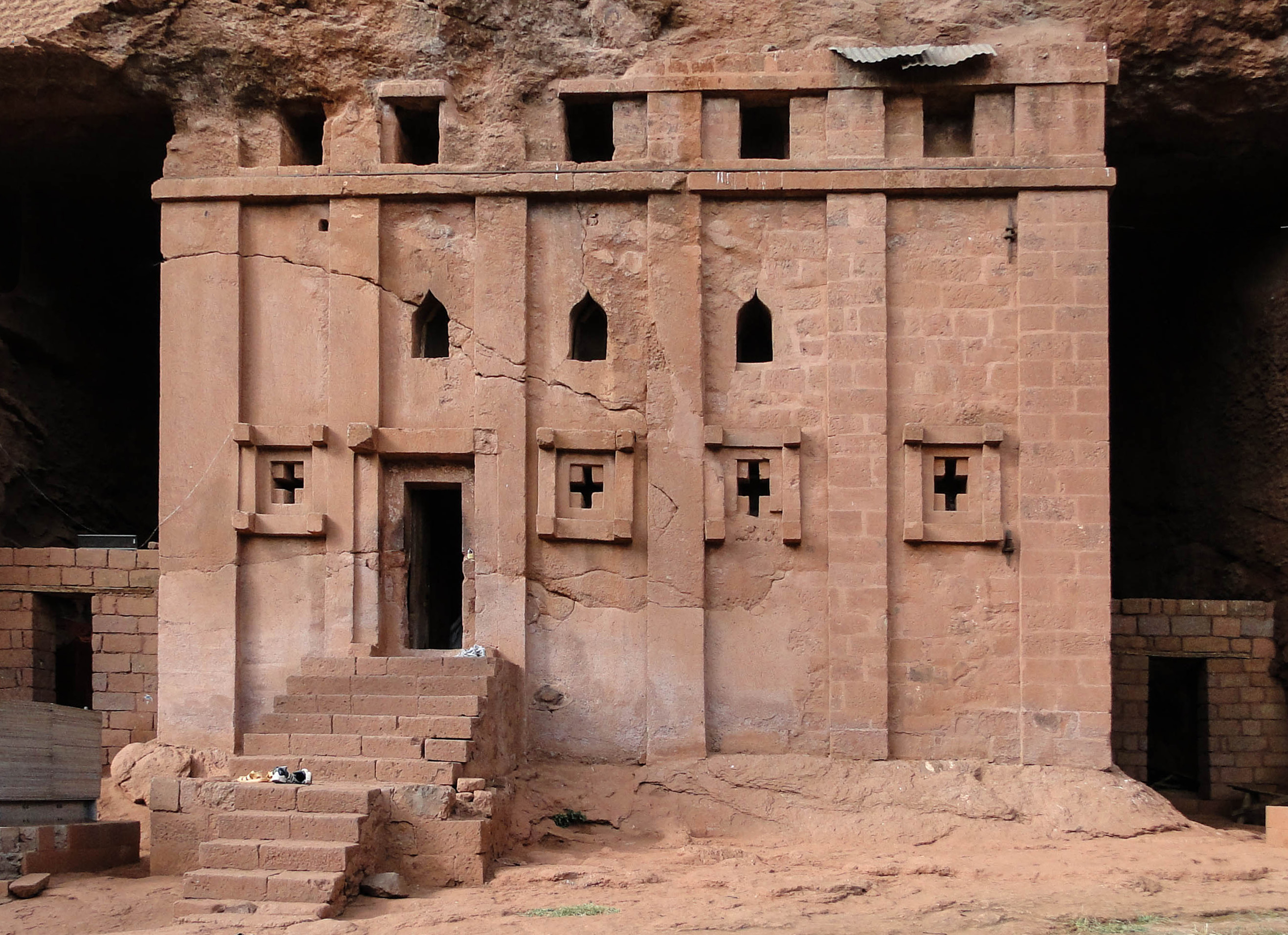
Bete Abba Libanos
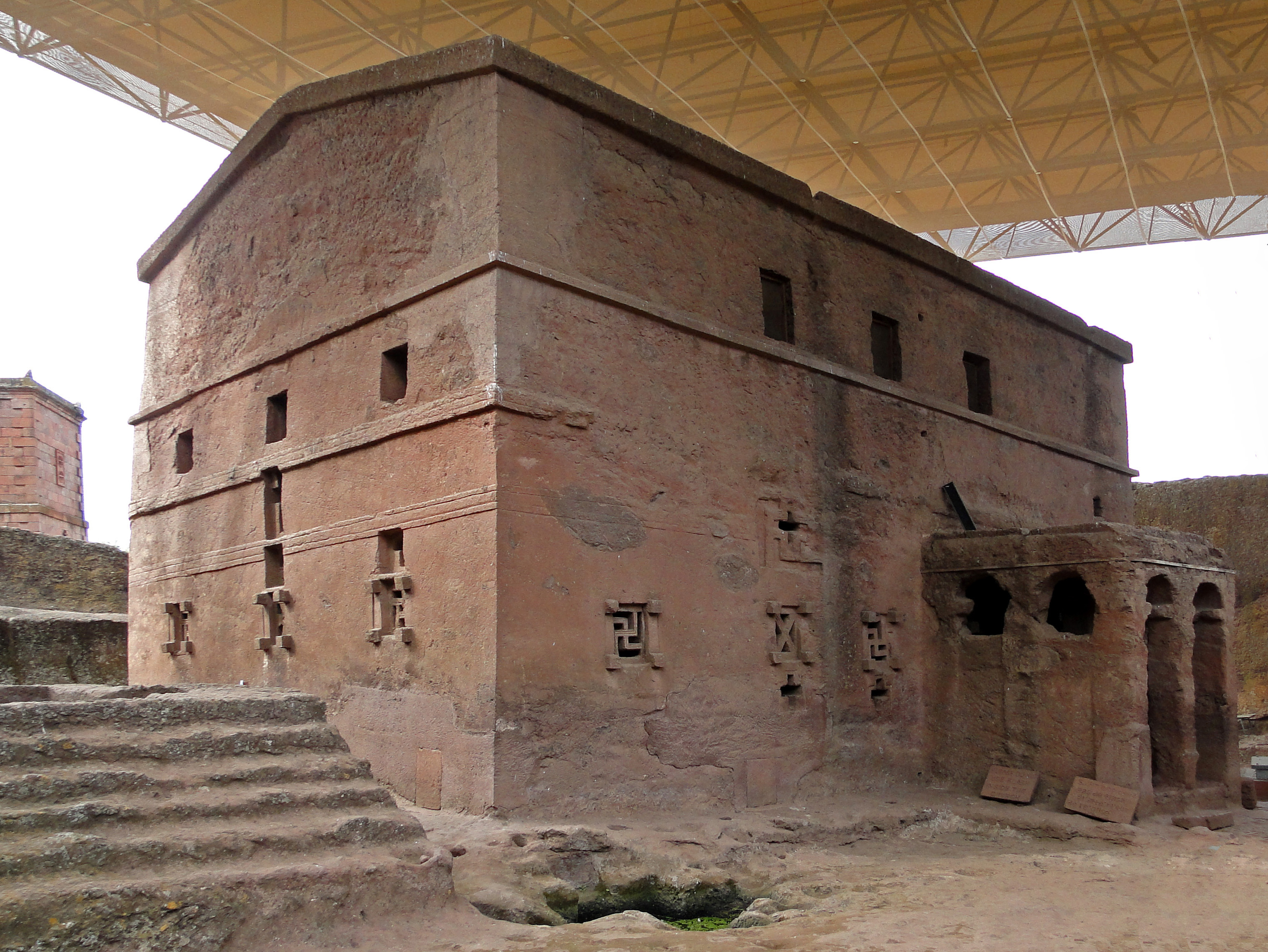
Bete Maryam